# Monnaie de Populonia

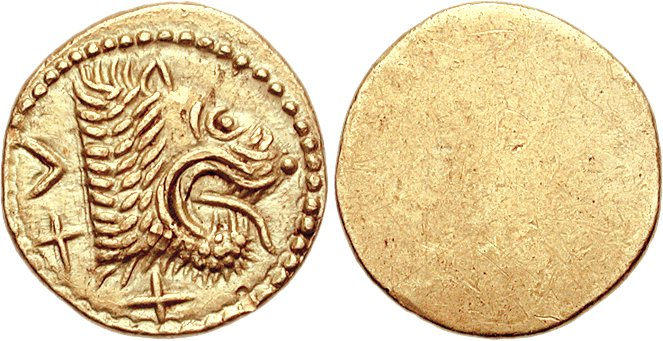
AV 25 Assi (1.40 g)
Seconde guerre punique. Tête de Lion, X-XV Populonia.

La monnaie de Populonia  est constituée de monnaies que la ville étrusque de Populonia a émises et produites depuis le milieu du Ve siècle av. J.-C. jusqu'au milieu du IIIe siècle av. J.-C. lorsqu’elle a perdu toute autonomie.

## Description
Populonia jouissait avec Volterra du droit de battre monnaie pour toute la confédération étrusque.

### Types
Argent et bronze avec légende, Argent et bronze sans légende, or.
- La plus ancienne émission de la série (milieu du Ve siècle av. J.-C. comporte sur le droit l'effigie d'une tête de gorgone et est lisse sur le revers. Elle a une valeur de X (10) et le poids unitaire varie de 7,8 g à 8,2 g avec des sous multiples marqués V et IIS[2].
- La seconde série plus récente à une valeur de XX (20) et un poids de 8 g env. Cette série comporte de nombreux symboles sur le droit et le revers est aussi bien lisse que gravé. Le mot Pupluna est gravé autour de la pièce et se lit de droite à gauche (dextroverse). Les monnaies sont majoritairement l'effigie de Vulcain (tête du dieu forgeron), qui personnifie le travail des métaux dans le paganisme antique et portent pour armes le marteau, l'enclume et les tenailles. La valeur est indiquée par des boules en relief faites au moyen de poinçons[3].
- Série de deux pièces en or (gorgone) signe de valeur L (50), poids de 2,8 g et dont les caractéristiques sont proches de celles de la seconde série.
- Série tête de Minerve tournée de trois quarts (Athena Eukleidas) valeur XX sur le droit, revers avec croissant et étoile entourés du mot Pupluna.
- Série Hercule imberbe avec peau léonine XX sur le droit et lisse sur le revers.
- Série Tête de jeune homme avec laurier tournée à gauche X sur le droit et Navire sur le revers.
- Série Tête féminine avec diadème X sur le droit et revers lisse ou avec pieuvre ou roue.

Le mot lui-même de Populonia, en étrusque Pupluna, a, d'après les historiens, la même signification que le mot « mines » en français : Pupluna était donc, sous les Étrusques, la ville des mines et des métaux port unique de leur civilisation, proche de l'Île d'Elbe et de ses mines de fer.

## Les découvertes
À Prestino une pièce avec gorgone (Méduse) et X a été trouvée dans des couches sédimentaires datant du milieu du Ve siècle av. J.-C. permettant de dater la première série.
D'autres découvertes significatives ont été faites à Montalcino, Sovana, Populonia.

Pièces de monnaie de la cité-état de Populonia.
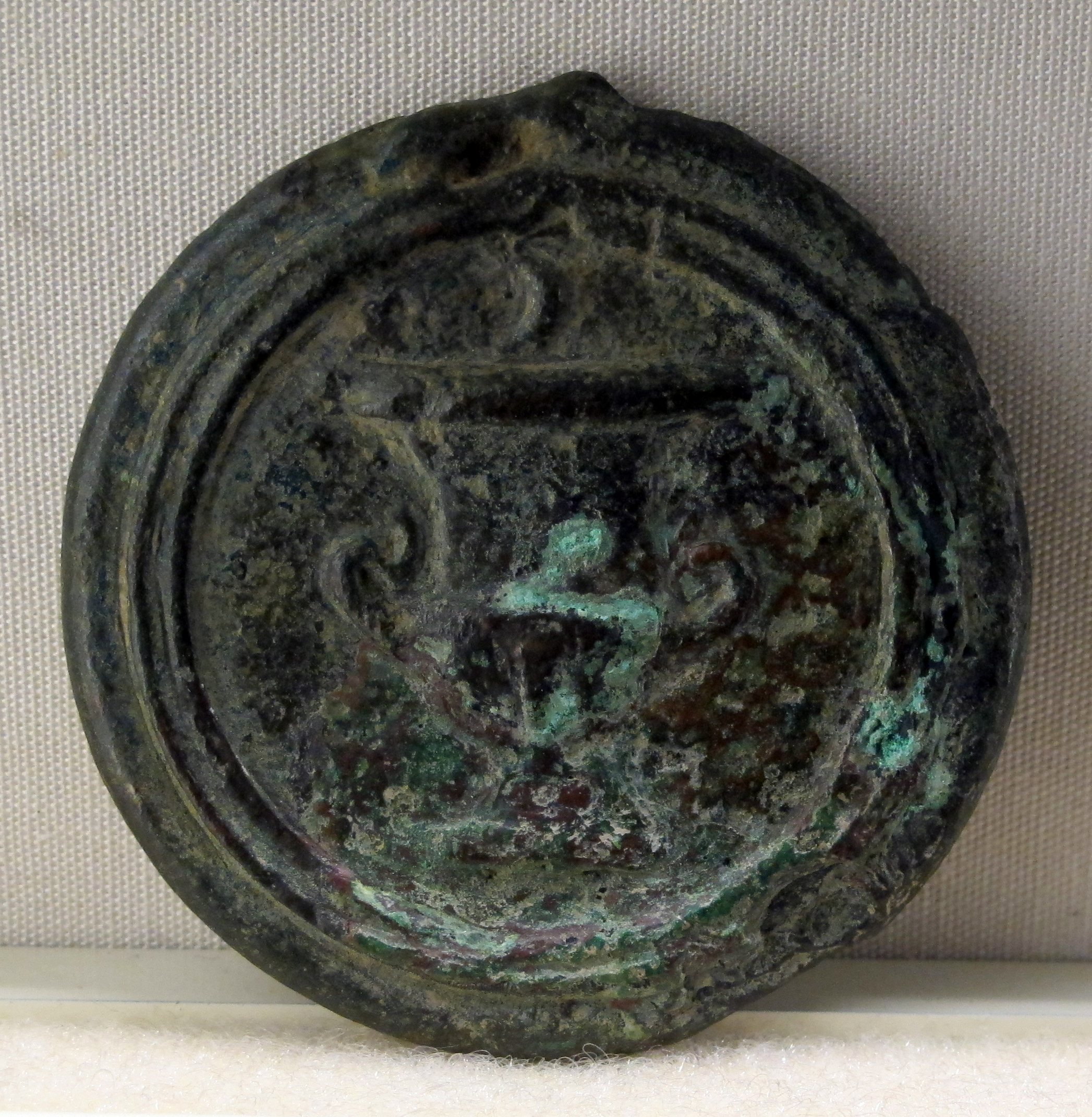
Pièce en bronze (IVe – IIIe siècle av. J.-C.).
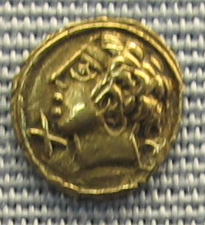
Pièce en or (IVe – IIIe siècle av. J.-C.).
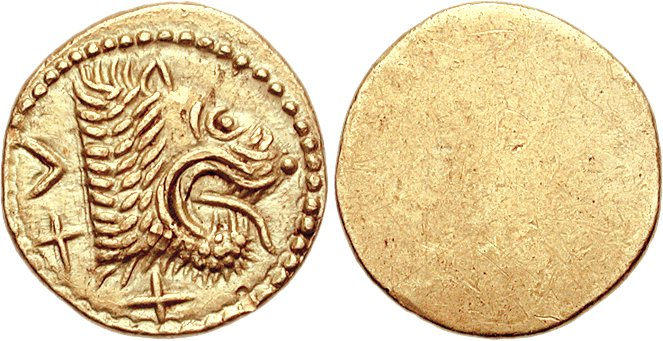
Pièce typique étrusque dite monnaie de Populonia au lion, émise au cours du Ve siècle av. J.-C. et mise au jour à flanc de colline du lieu-dit comense de Prestino di Como[4].
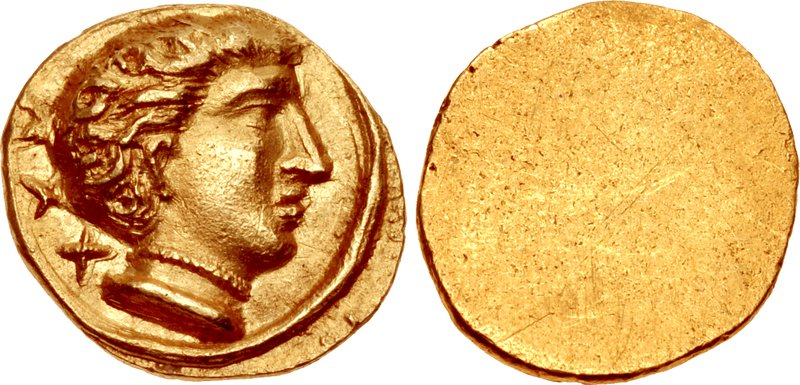
Type de monnaie étrusque provenant de la cité de « Pufluna » et découverte aux alentours du site protohistorique celto-italien de Côme[4].

#### Textes
- N. K. Rutter, Historia Nummorum,Italy, 2001, British Museum Press, Londres  (ISBN 071411801-X)
- Arthur Sambon, Les Monnaies antiques d'Italie. Paris. 1903  (ISBN 9788827101070)
- David Sear, Greek coins and their values,vol. 1, Londres,1980  (ISBN 0900652462) (OCLC 5342452)
- Italo Vecchi, Etruscan Coinge Part I, A corpus of the struck coinage of the Rasna, Milano 2012.

Two volumes, 4to, original matching orange boards. 740 pages, including 63 figures and 135 plates.

#### Collections
- Sylloge Nummorum Graecorum :
  - American Numismatic Society: The Collection of the American Numismatic Society,New York
  - Danish National Museum: The Royal Collection of Coins and Medals, Copenhagen
  - British collections: